# Kazár (település)
Kazár község Nógrád vármegyében, a Salgótarjáni járásban.

## Fekvése, földrajza

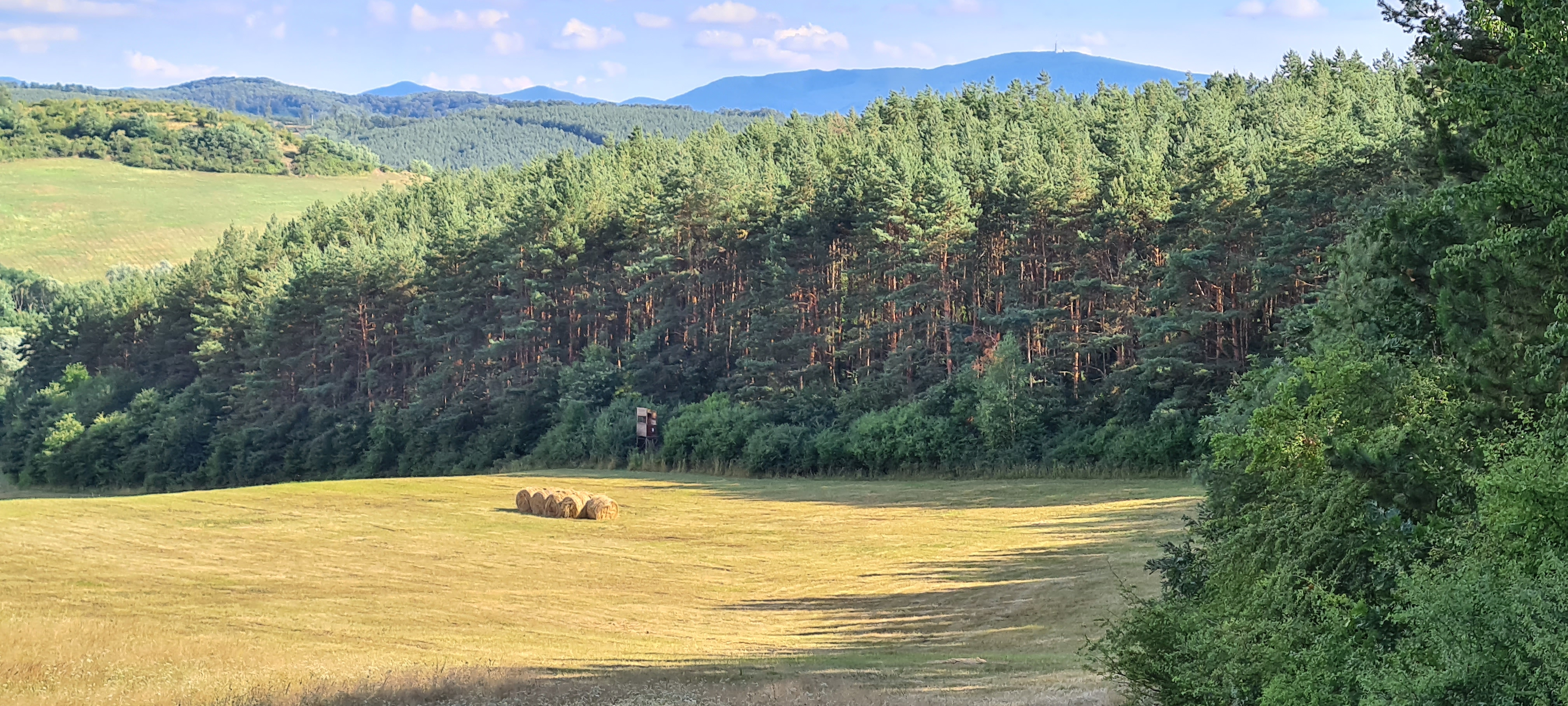

A vármegye északkeleti részén fekszik, a Kazár-patak partján, a megyeszékhely Salgótarjántól 7 kilométerre. A községet körülvevő hegyek, dombok geológiai szempontból egyidősek a Mátrával – húszmillió évesek. A Karancs–Medves térség földtani alapját képező oligo-miocén korú tengeri üledékek igen gyakran barnaszén telepekkel gazdagítják a föld belsejét.

### Földrajzi érdekességei
Kazár legkülönlegesebb természeti adottsága a riolittufa, amely kb. 20 millió éve, a középső miocén korban keletkezett, tehát egyidős a Mátrával és a Karanccsal. Minden valószínűség szerint a Mátra vulkáni kitöréseinek szórt anyaga, ami a por mérettartománytól a néhány deciméteres rögökig terjed. A puha tufafelszínt a víz eróziós munkája formálta és benne bonyolultan ágazó árkokat szabdalt, közöttük kúpokat, gerinceket hagyva, ezt a geomorfológia Badlandnek nevezi. Ez utóbbi területeket a nagyobb méretű törmelékek védték meg a lepusztulástól. Száraz időben óvatosan, de jól be lehet járni a területet, esőzéskor azonban nem tanácsos rálépni sem, mert csúszik, mint a szappan és szinte letisztíthatatlanul ragad cipőre, ruhára.
Ugyanennek a dombvonulatnak a közeli részén egy másik földtani érdekesség is található. A megjelenésre is tetszetős földtani szelvény az ottnangi emelet felső részét és a kárpáti emelet bázisképződményeit mutatja be. A legfelső barnakőszéntelep fedőjében települő agyagos, majd homokos fedőképződményekben két padban Cardium (szívkagyló) fauna majd felette a finomszemcsés laza homokkőben Congeria ("kecskeköröm") maradványok figyelhetők meg. A műkedvelő érdeklődő számára mindebből talán csak maga a látvány érdekes, a szakemberek viszont – elemezve a rétegek elhelyezkedését, a bennük található élőlénymaradványokat – igen fontos következtetéseket vontak le az ország más, ehhez hasonló területeinek rétegtani értékeléséhez, a hajdani lagúnás területek üledékes kőzetei kialakulásának magyarázatához.

### Éghajlat
A vármegye, így Kazár éghajlatát is a Cserhát alacsonyhegységi jellege határozza meg. A Karancs-Medves vidékének évi középhőmérséklete 8-9 °C, a tarjáni völgyben szeszélyes ingadozással.

### Vízrajza

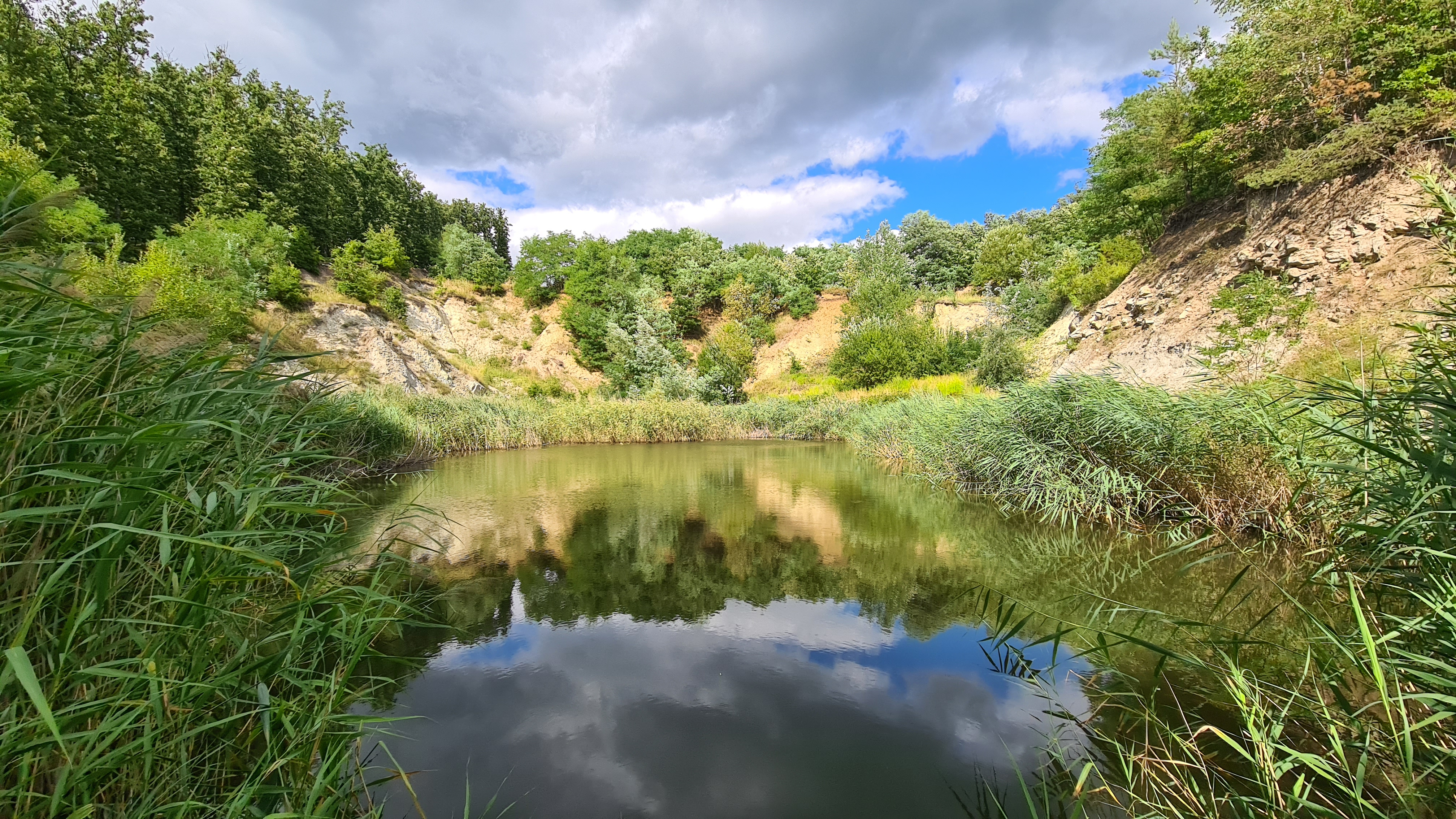

Nógrád vármegye vízfolyásokban gazdag, állóvizekben viszont szegény terület, csak kisebb tavai vannak. Kazár a Kazár-patak mentén épült, amely az év nagy részében alig látható ér, de olvadáskor és nagy esőzésekkor megduzzad. A közelben található tározótavak: Maconkai-tó, Mizserfa-Mátraszelei-tó, Mizserfai-tó, Kisterenyei-tó.
Érdekes vízföldrajzi különlegesség a szénsavas, kénhidrogénes forrás, a „csevice”, amely Kisterenyén található. Pásztón a 30 °C-os hévizet strandolásra használják.

### Megközelítése
Csak közúton érhető el: Bátonyterenye felől, illetve Mátraszele érintésével a 2301-es, Zagyvapálfalva-Vizslás felől a 2302-es, Salgótarján belvárosa felől a 23 117-es úton; Mizserfa-Bányateleppel pedig 23 107-es út köti össze. Külterületeit északon érinti még a 2303-as és a 23 106-os út is.
Autóbusszal a Volánbusz 3026-os, 3044-es, 3045-ös és 3108-as járataival közelíthető meg.
Korábban érintette a települést a kizárólag teherforgalmú Kisterenye–Kazár-vasútvonal, de ez az 1990-es években megszűnt, vágányait felszedték.

## Nevének eredete
Németh Gyula szerint a Kazár, Kozárd, Kozárom gyökerű helynevek a kavarok népnevét – korábban a kazárok kötelékébe tartoztak – őrizte meg. A kazárok neve pedig a görög kaiszar (καισαρ) szóalakon keresztül Caius Iulius Caesar nevéig megy vissza. Értelme szerint megegyezik tehát császár szavunkkal.
Jelenleg még kérdéses, hogy a község neve azonosítható-e az egykori, 6-8. század táján virágzó keleti birodalom „Kazária” népnevével, amely birodalom határán a magyar törzsek közvetlenül a honfoglalás előtt - Levédiában - szomszédokként éltek.
Alternatív magyarázatul szolgálhat az a tény, hogy mai csecsen nyelven a kazár szó "szép völgyet" jelent; ha a település neve a honfoglalás korából való, akkor az egyszerűen ótörök (=türk) nyelven utalhat völgybeli fekvésére. Némiképp ezt támaszthatja alá, hogy történelmi Magyarország, azaz a Magyar Királyság déli részén található egyik leglátványosabb völgy, az Al-Duna mészkő-sziklák közötti szorosa szintén a csupán egy betűben különböző "Kazán-szoros" nevet viseli.

## Története
Kazár községről a legkorábbi írásos emlékek a 13. század elejéről származnak: 1220-ban Cazar néven emlegetik.
Feltételezhetően a falu helyén már kb. i. e. 1500. évben is létezett bronzkori telep, melynek köze lehetett az igen gazdag „pilinyi kultúrához”.
A 15-16. században Székvölgyi-, Szőrösi puszta (ma kazári külterületek) még önálló életet élő kistelepülések voltak a falu közvetlen közelében. 1526 után Bardóczok, Ragyóczyak, Berényiek voltak a falu földbirtokosai.
A Rákóczi-szabadságharcot követő időkben 16 magyar házat írtak össze Kazáron, de a 18-19. században, a Goszthonyi, Jankovich és Osztroluczky családok birtokossága idején jelentős fejlődésnek indult. A parasztporták, szegényes faházak, vályogépítmények mellett jelentős úrilakok épültek akkoriban.
1863-ban földrengés pusztított, 1873-ban kolera néptelenítette el a falut.
Kazár életében a 19. század második felében meghatározó személyiség volt a falu papja, Szabó István író, műfordító, aki 1857 és 1892 között dolgozott, publikált Kazári-pap néven. Homérosz nagy eposzait ő fordította elsőként magyarra, tagja volt a Tudományos Akadémiának és a Kisfaludy Társaságnak is.

## Közélete

### Polgármesterei
- 1990–1994: Dr. Domonkos Imre (MSZMP)[9]
- 1995–1998:
- 1998–2002: Molnár Katalin (MSZP-SZDSZ-MKDSZ)[10]
- 2002–2006: Molnár Katalin (MSZP-SZDSZ)[11]
- 2006–2010: Molnár Katalin (MSZP-SZDSZ)[12]
- 2010–2014: Molnár Katalin (MSZP)[13]
- 2014–2019: Gecse Ákos (független)[14]
- 2019–2024: Gecse Ákos (független)[15]
- 2024– : Gecse Ákos (független)[1]

A településen az 1994. december 11-i önkormányzati választáson nem sikerült polgármestert választani, mert az eredményt az arra illetékes szerv megsemmisítette.

## Népesség
A település népességének változása:
| Lakosok száma | 1870 | 1860 | 1839 | 1733 | 1646 | 1637 | 1603 |
|               | 2013 | 2014 | 2015 | 2021 | 2022 | 2023 | 2024 |

2001-ben a település lakosságának 97%-a magyar, 2%-a szlovák, 1%-a cigány nemzetiségűnek vallotta magát.
A 2011-es népszámlálás során a lakosok 87,2%-a magyarnak, 5,6% cigánynak mondta magát (12,8% nem nyilatkozott; a kettős identitások miatt a végösszeg nagyobb lehet 100%-nál). A vallási megoszlás a következő volt: római katolikus 46,3%, református 1,3%, evangélikus 0,6%, görögkatolikus 0,2%, felekezeten kívüli 29,6% (19,5% nem nyilatkozott).
2022-ben a lakosság 92,9%-a vallotta magát magyarnak, 5,5% cigánynak, 0,2% románnak, 0,1-0,1% ukránnak, szlováknak, szlovénnek, horvátnak és németnek, 1,5% egyéb, nem hazai nemzetiségűnek (7,1% nem nyilatkozott; a kettős identitások miatt a végösszeg nagyobb lehet 100%-nál). Vallásuk szerint 33,6% volt római katolikus, 0,9% református, 0,4% evangélikus, 0,1% görög katolikus, 2,2% egyéb keresztény, 0,8% egyéb katolikus, 23,5% felekezeten kívüli (38,3% nem válaszolt).

## Ipar
A Székvölgy-pusztán már egészen korán - a 19. század közepén - elindult barnakőszén-bányászat mellett a lakosság elsősorban földművelőként, fakitermelőként, Salgótarjánban foglalkoztatott ipari munkásként élt. Az 1920-as években még sikerrel termelő bányákat a szénkészletek apadásával bezárták, majd 1938-1940 között a rendkívüli, háborús szénigények miatt újra megnyitották.
Az 1946-os „széncsata” eredményeként az 1945. évi termelés megkétszereződött a nógrádi szénmedencében, de még messze elmaradt az 1942-estől. A hat kazári bányaüzem 11 termelő bányájában 2015 fő dolgozott bányamunkásként.
1947 és 1955 között megnyílt Kazár térségében a „Polyós I. táró”, a „Polyós II. lejtős akna”, a „Szurdoki lejtős akna”, a „Tőkés lejtős akna”, a „György lejtős akna”, de 1950 és 1955 között meg is szűnt a termelés 3 bányában. Az 1950-es évekre már 10 850 főre rúgott a bányászok száma és a kitermelt szén mennyisége megkétszereződött.
Annak ellenére, hogy az 1960-as évek elején már a romló minőséget szolgáltató üzemek közé sorolták, még az 1963-1964-es tervekben is szerepelt a tervek között a „Székvölgy II. táró” és a „Margit VIII. bánya” megnyitása, amelyek együtt mintegy 3,5 millió tonnányi becsült szénvagyonnal 2000-ig megoldották volna salgótarjáni acélgyár, a vízválasztói erőmű energia-termelési, felhasználási gondjait.
A gázprogramra való átállásra való felkészülés keretében már 1967-ben jelentős bányabezárásokra került sor. A kis beruházási igényű bányák még 1985-ig dolgoztak külszíni fejtéseken.
A falu fejlődésének változatos történetéhez még hozzátartozik, hogy az 1929-es híres munkás megmozdulások, sztrájkok idején Baglyasalja, Somlyóbánya mellett Kazáron voltak a leghevesebb munkás és bányász megmozdulások.
A faluban 1956 őszén 150 bányász kezdeményezett tüntető felvonulást október 28-án, s már egy nappal később létrehozták a kazári bányaüzem 48 tagú munkástanácsát.
Szerencsésnek mondható, hogy a leghevesebb tüntetések, sztrájkok falujából hiába hívták a tragikus emlékezetű december 8-i salgótarjáni tüntetésre a bányászokat. Otthon maradtak, vártak Kovács László kazári főaknász javaslatára, így a kazári bányászok nem estek áldozatául a golyózáporba fulladt salgótarjáni tüntetésnek.

## Nevezetességei
- palóckontyos parasztházak
- Az I. világháborús hősök emlékműve - Az I. világháborúba Kazárról 67-en vonultak be, a bevonultak többsége a losonci 25. gyalogezred katonája lett, ennek az ezrednek volt Nógrád vármegye keleti része az utánpótlási területe. Az 1936. november 9-én felavatott, Magos Dezső építészmérnök által készített emlékoszlopon a vissza nem tértek nevei olvashatóak.
- Tájház – a palóc népviselet tekinthető meg
- Bányászház - a település bányászmúltjának állít emléket
- Kézművesház – a népi mesterségeket mutatják be (szövés, kosárfonás, korongozás)
- Magtár Közösségi Ház
- Bagi András vasaló- és öntvénykiállítása
- Mackó Kuckó – Mackó- és babagyűjtemény
- Gyűjtemények Háza
- Római katolikus templom
- Szabó István tudós pap emlékszobája
- Riolittufa